# Feketegyörös
Feketegyörös (románul: Girișu Negru) falu Romániában, Bihar megyében, a Partiumban.

## Fekvése
Tenkétől délnyugatra, a Fekete-Körös közelében, annak völgyében, Bélfenyér, Feketetót és Alsóbarakony közt fekvő település.

## Története
Feketegyörös Árpád-kori település. Nevét már 1169-benemlítette oklevél Gyuros néven.
1321-ben Gyres, 1332-ben Gerres, Gurus, 1337-ben Guras, 1397-ben Gwrws, 1433-ban Gyurus, 1479-ben Gyeres' 1587-ben Gheres, 1552-ben Also Gyewrews, Felsew Gyewrews, 1587-ben Gheres, 1692-ben Györes, 1851-ben Feketegyörös néven írták.
A falu egykor a Borsa nemzetség birtokai közé tartozott.
1321-ben a nemzetség osztozkodásakor a falu Apa fiainak jutott.
1332-ben már egyházát is említették. A pápai tizedjegyzék adatai szerint papja 1332, 1333-ban 12 garas pápai tizedet fizetett.
Az 1800-as évek közepén a Nadányiak (Nadányi nemzetség) leszármazottainak: Nadányi Ferencnek, Sisáry Lajosnak, Vincze Péternek a birtoka volt.
1910-ben 1339 lakosából 135 magyar, 22 német, 1152 román volt. Ebből 58 római katolikus, 58 református, 1147 görögkeleti ortodox volt.
A trianoni békeszerződés előtt Bihar vármegye Tenkei járásához tartozott.

## Híres szülöttei
- Miskolczy István magyar mezőgazdász, földbirtokos, országgyűlési képviselő itt született 1885-ben.
- vitéz dr. Miskolczy Hugó magyar főszolgabíró, országgyűlési képviselő [az előbbi István öccse] ugyancsak itt született 1886-ban.
- Nadányi Zoltán költő, író, műfordító szintén itt született, 1892. október 9-én.